# Arruiz-Gletscher
Der Arruiz-Gletscher ist ein Gletscher im ostantarktischen Viktorialand. In der Explorers Range fließt er vom Stanwix Peak in westnordwestlicher Richtung zum Rennick-Gletscher, den er nördlich der Frolov Ridge erreicht.
Der United States Geological Survey kartierte ihn anhand von Vermessungen und Luftaufnahmen der United States Navy zwischen 1960 und 1962. Das Advisory Committee on Antarctic Names benannte ihn nach dem argentinischen Meteorologen Alberto José Arruiz, der 1958 im Rahmen des Internationalen Geophysikalischen Jahres auf der Station Little America V tätig war.